# Rote Gartenameise
Die Rote Gartenameise (Myrmica rubra), auch Rotgelbe Knotenameise genannt, gehört zu den in Mitteleuropa am weitesten verbreiteten Ameisenarten.

## Merkmale
Die Arbeiterinnen sind vier bis sechs Millimeter lang, die Färbung ist rötlichbraun, am Kopf dunkelbraun. Der Hinterleib (Gaster) ist etwas dunkler als das Mesosoma und glänzend. Der Kopf wirkt langgezogen. Der Scapus der Antennen ist lang und dünn, die Biegung nahe der Basis ist sanft und gleichmäßig. Von der Seite gesehen erscheint die Oberseite des Petiolus als sanfte Kuppel, die stetig und ohne Stufe nach hinten abfällt. Petiolus und Postpetiolus sind glatt im Gegensatz zur ansonsten leicht furchigen, gerunzelten Körperoberfläche. Die beiden Dornen auf dem Propodeum haben einen breiten Ansatz und sind kürzer als die 0,28-fache Kopflänge. Die Stelle zwischen den Dornen ist glatt und gleichmäßig glänzend. Es gibt nur eine Arbeiterinnenkaste, wobei die Größen einzelner Arbeiterinnen jedoch deutlich variieren können. Die Männchen sind vier bis fünf Millimeter lang und schwarz gefärbt, die Gasterspitze ist etwas heller gefärbt als der restliche Körper. Die Königinnen sind 5 bis 7,5 Millimeter lang und haben ein deutlich dunkler gefärbtes Mesosoma. Auf der Stirn ist ein glänzendes Dreieck erkennbar. Die Dornen auf dem Propodeum erreichen höchstens die 0,25-fache Kopflänge.
Neben der gewöhnlichen Königinnen-Morphe (Makrogyne) gibt es eine Mikrogynen-Morphe. Diese wesentlich kleineren Vollweibchen entstehen durch genetische Prädetermination. Es handelt sich nicht um eine eigenständige Art, wie lange vermutet wurde. Myrmica microrubra wurde im Jahr 1993 in den Artstatus erhoben, jedoch sprechen neuere Erkenntnisse dafür, dass die Artbildung noch nicht vollständig abgeschlossen ist.
Wie alle Mitglieder der Knotenameisen (Myrmicinae) sind Arbeiterinnen und Königinnen mit einem Giftstachel ausgestattet, dessen Stich unangenehme Schmerzen verursacht, jedoch normalerweise ungefährlich ist. Eventuell besteht ein Allergierisiko.

## Verbreitung und Lebensraum
Die Rote Gartenameise kommt in ganz Europa, von Portugal bis nach Sibirien vor. In Finnland und Schweden erstreckt sich ihr Verbreitungsgebiet bis zum 67. Breitengrad, an der Atlantikküste bis zum 70. Breitengrad. Außer in der alpinen Zone ist sie in Mitteleuropa überall anzutreffen. Im Mittelmeerraum tritt sie nur in sehr feuchten Gebieten auf. Sie besiedelt ganz unterschiedliche Lebensräume, von Wiesen und Gärten, bis zu Wäldern und Buschland. Hierbei bevorzugt sie feuchte und halbschattige Standorte. In hohen Wiesen oder auf stark bebuschten Flächen ist sie oft die einzige Ameisenart. Sie kommt auch in warmen Laubwäldern und Auwäldern vor. In schattigen Wäldern sowie oberhalb von 800 Metern wird sie von Myrmica ruginodis verdrängt. Ebenso fehlt sie an sehr trockenen und vegetationsarmen Standorten.
Als invasive Spezies ist Myrmica rubra auch in Québec (Kanada) und im Nordosten der USA bekannt. Entlang der Atlantikküste dokumentierte man im Jahre 2002 über zwanzig Ansiedlungen. Erstmals entdeckt wurde sie dort um das Jahr 1906 vom Myrmekologen William Morton Wheeler. Wahrscheinlich ist die Art mit Zierpflanzen aus Europa eingeschleppt worden. Auch an der nordamerikanischen Pazifikküste in der kanadischen Provinz British Columbia und im US-amerikanischen Bundesstaat Washington ist die Ameise inzwischen anzutreffen.

## Lebensweise
Die Rote Gartenameise ist die volksstärkste Myrmica-Art. Nester beinhalten durchschnittlich 15 Königinnen und 1000 Arbeiterinnen. In extremen Fällen kann die Individuenzahl bis zu 20.000 Arbeiterinnen und 600 Königinnen betragen. Es können sich Superkolonien bilden, die mehrere Nester umfassen. Beim Nestbau werden vielfältige Standorte genutzt. Myrmica rubra siedelt in morschem Holz, unter Moospolstern und im Schutz von Steinen, aber auch im offenen Feld. Bei hohem Bewuchs erreichen die Erdhügel dann eine beträchtliche Größe. Die Tiere zeigen sich bei der Nestverteidigung sehr aggressiv. Bei der Nahrungssuche belaufen die Arbeiterinnen auch Büsche und Bäume. Bei Überflutungen ist die Rote Gartenameise dazu befähigt, Flöße (Biwakflöße oder Ameisentrauben) zu bilden, welche nur aus den Tieren bestehen. Dies wurde erstmals 1997 wissenschaftlich in Ostösterreich bestätigt.
In ihrem Nest überwintern oft auch Raupen einiger Bläulingsarten, wie etwa des Dunklen Wiesenknopf-Ameisenbläulings (Phengaris nausithous), wobei die Falterraupen dort räuberisch von Ameisenbrut leben.

### Fortpflanzung
Die Geschlechtstiere schwärmen hauptsächlich zwischen Mitte August und Mitte September. Sie fliegen erhöht gelegene Geländepunkte zur Gipfelbalz an. Dort findet auch die Paarung statt. Die Koloniegründung erfolgt monogyn, wobei später meist weitere Königinnen hinzukommen („sekundäre Polygynie“). Auch intranidale Begattung ist möglich. Begattete Weibchen können im Mutternest überwintern und sind noch nicht reproduktiv tätig. Dabei tragen sie oftmals noch ihre Flügel. Sie verlassen das Nest im folgenden Jahr zwischen Ende April und Anfang Juli.

### Ernährung
Die Rote Gartenameise ist ein Allesfresser und ernährt sich von Aas, erbeuteten Insekten und Nektar. Sie frisst auch Elaiosomen (ölreiche Anhängsel an Pflanzensamen) und spielt damit für die Verbreitung dieser Pflanzen eine Rolle. Echte Granivorie tritt nicht auf. Stark ausgeprägt ist die Trophallaxis mit Pflanzensaugern wie Blattläusen und Schildläusen. So besucht sie Blattlauskolonien auf Bäumen und Büschen um den von den Pflanzensaugern ausgeschiedenen Honigtau aufzunehmen. Beim Kampf um Nahrungsquellen und Blattlauskolonien erweist sich die Art als recht erfolgreich und kann sich auch gegen Wegameisen (Lasius) behaupten.

## Systematik

### Synonyme
Aus der Literatur sind folgende Synonyme für Myrmica rubra bekannt:
- Myrmica laevinodis Nylander
- Myrmica laevinodis var. bruesi Weber
- Myrmica longiscapus Curtis
- Myrmica microrubra Seifert
- Myrmica rubra bruesi Weber
- Myrmica rubra champlaini Forel
- Myrmica rubra europaea Finzi

## Galerie

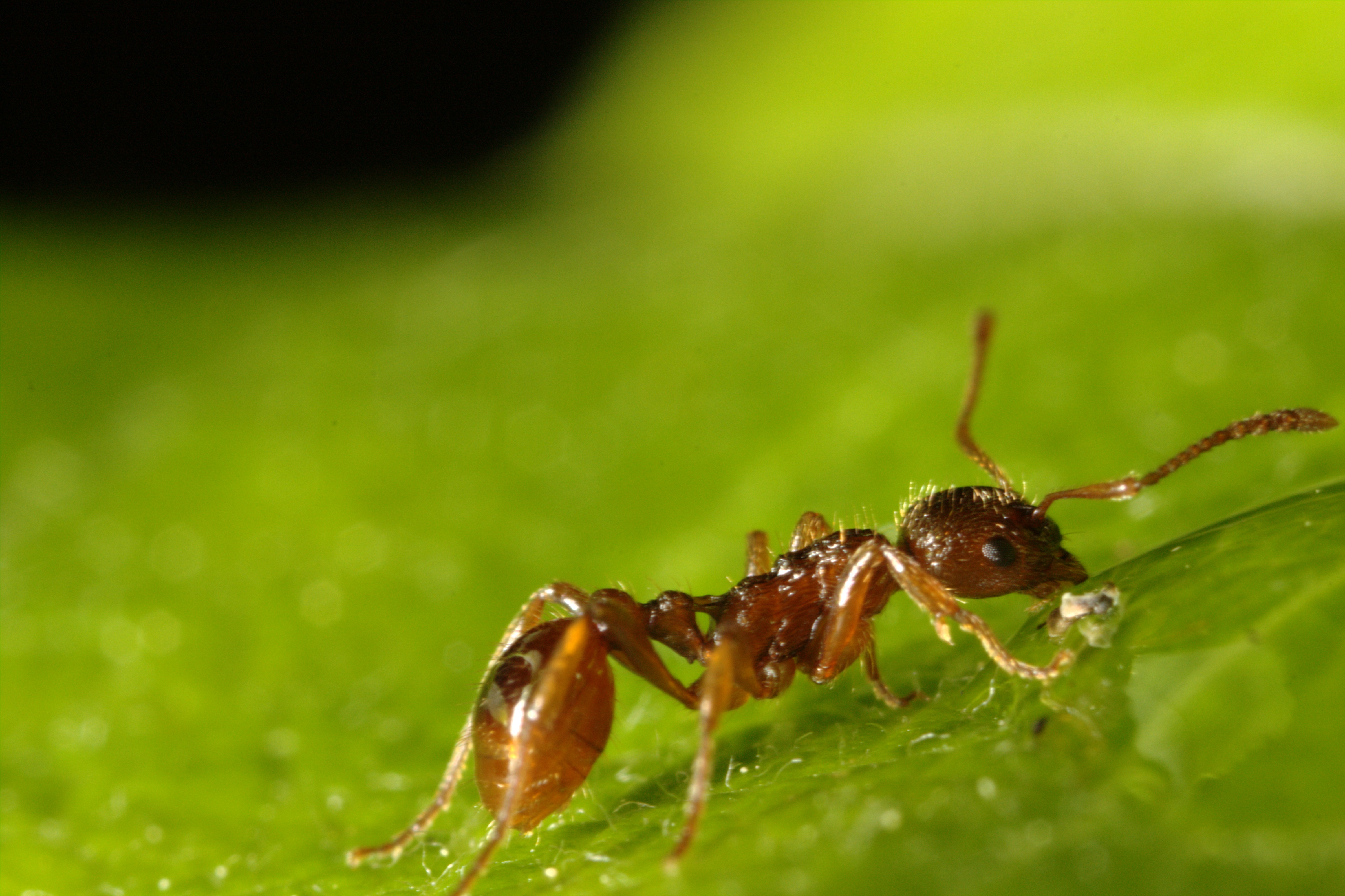
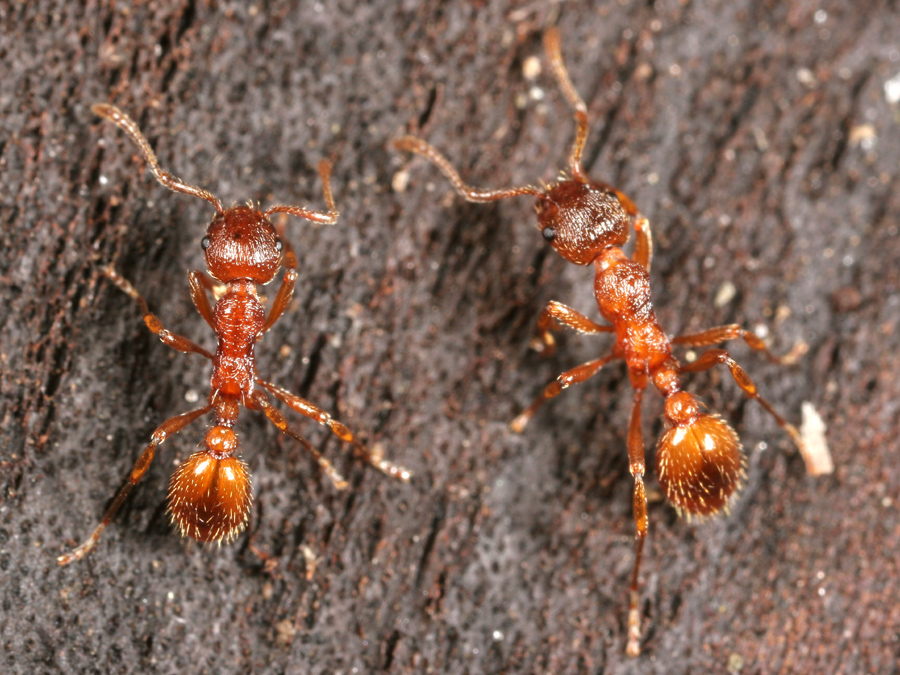
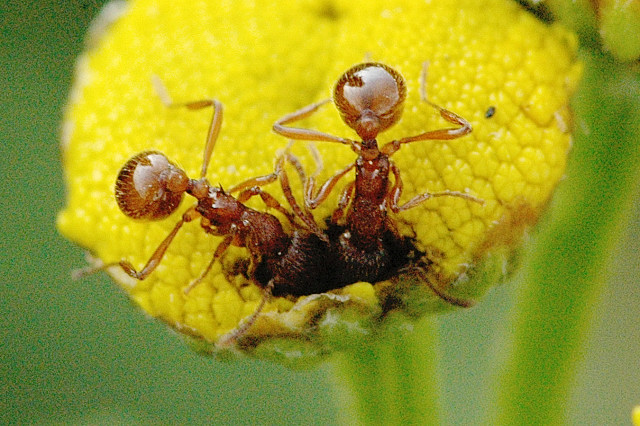
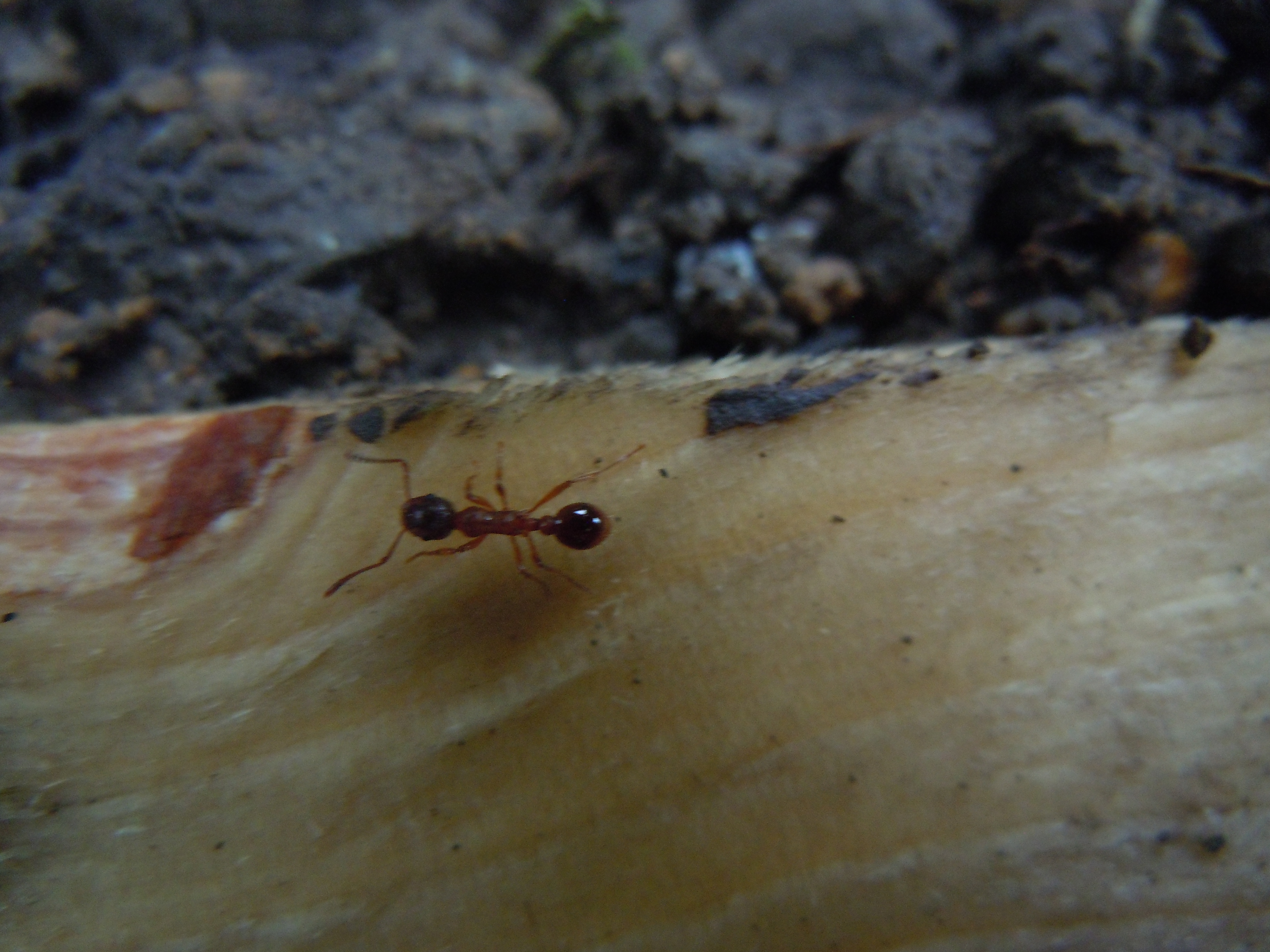